# Фукуи, Кэнъити
Кэнъити Фукуи (яп. 福井 謙一 Фукуи Кэнъити, 4 октября 1918, Нара, Япония — 9 января 1998, 
Киото) — японский химик, лауреат Нобелевской премии по химии «за разработку теории протекания химических реакций» совместно с Роалдом Хофманом. Первый азиатский учёный, получивший Нобелевскую премию по химии. 

## Детство
Кэнъити Фукуи родился в Наре, Япония, 4 октября 1918 года. Он был старшим из трёх сыновей. Отца звали Рёкити, мать — Тиэ, девичья фамилия - Сугисава. Рёкити Фукуи окончил Коммерческий институт Токио (позже Университет Хитоцубаси), был членом Национального географического общества. Журнал этого общества Кэнъити часто читал в детстве. Тиэ окончила женский колледж в Наре. Она купила детям полный сборник сочинений известного японского романиста Нацумэ Сосэки, очень полюбившийся Кэнъити.
Вскоре после рождения Кэнъити семья переехала в новый дом в Кисинато, Осака, в котором Кэнъити жил до 18-летия. В детстве он любил играть на свежем воздухе и проводил почти каждые каникулы в родном доме матери в Осикуме. Кэнъити коллекционировал почтовые марки, коробки из под спичек, листья, почки растений и камни. Интерес к природе был с ним всегда: когда он ездил читать лекции на международные симпозиумы много лет спустя, он ловил там бабочек и цикад.

## Образование
Кэнъити поступил в начальную школу Тамадэ Дэйни в 1925 году. Он был слабо развит физически, хотя ему нравилось работать в поле в летней школе на южном побережье Осаки. В среднюю школу Имамия Кэнъити поступил в 1931 году. Там он стал членом биологического кружка, члены которого часто ездили в близлежащие горы на окраине Осаки за насекомыми. В это время Кэнъити познакомился с работами Жана Анри Фабра — серией книг «Энтомологические воспоминания» (Souvenirs Entomologiques). Наблюдения, описанные в книге, полностью соответствовали его собственным, что очень удивляло Кэнъити, ведь он находился так далеко от Прованса, где жил Жан Фабр.
Курс химии начался у Кэнъити на третьем году обучения в средней школе, но он не любил её за то, что многое здесь нужно было запоминать и учить, а также частично из-за того, что Фабру не повезло как химику.
Кэнъити написал[где?] в возрасте 65 лет, что детский опыт был очень важен в становлении его как ученого-естествоиспытателя. Тогда в школе он не думал о карьере ученого, скорее о работе в литературе, его любимыми предметами были история и литература. Причиной тому было место его рождения, город Осикума, который располагался между Нарой и Киото, в которых расположено множество исторических памятников. Кэнъити поступил на факультет естественных наук и изучал немецкий как второй язык. В то время студентам необходимо было заниматься спортом, и Кэнъити выбрал японское фехтование кэндо.
Весной 1938 года на последнем курсе обучения его отец посетил Генъицу Киту (яп. 喜多源逸 кита гэнъицу), своего родственника, профессора химии Университета Киото, живущего в том же районе Нары. Он проконсультировался у него по поводу дальнейшего обучения Кэнъити и объяснил, что сын любит немецкий язык и математику. Кита ответил, что математика и немецкий язык важны для химии, и предложил работу в лаборатории в Киото. Это было немного неожиданно, поскольку в те дни математические методы в химии не использовались. Когда Кэнъити узнал об этом предложении, он согласился учиться там: профессор Кита окончил факультет прикладной химии Императорского Университета Токио в 1906 году, где стал профессором Факультета промышленной химии Имперского Университета Киото в 1921 году. Кита был не только выдающимся химиком, опубликовавшим более 1000 статей, но также отличным учителем, который обучил большое число ведущих японских химиков, таких как Дзюнко Сакурада, Сатико Кодама, Масааки Хорио и Дзюн Фурукава. После его ухода на пенсию из Университета Киото в 1944 году он стал президентом Университета Нанива (позже Осакский университет) и членом Японской Академии наук.

### Университетские годы
Кэнъити поступил на факультет промышленной химии, на кафедру инженерии Университета Киото в 1937 году. Он часто посещал профессора Киту дома. Факультет промышленной химии делал акцент на прикладных областях, таких как керамическая химия, электрохимия, ферментативная химия и химия синтетических красителей, волокон, резин и пластиков. Лекции были строго ориентированы на прикладную химию. Кэнъити, который хотел изучить фундаментальную науку, слушал лекции на кафедре естествознания, расположенной неподалёку. Кэнъити также хотел изучить недавно появившуюся квантовую механику, но, так как по этой дисциплине не было лекций, он ходил в библиотеку на физический факультет и брал там книги. Кэнъити удивлялся, почему не существовало «математической химии» и считал, что эмпирическая природа химии должна уменьшиться после появления математических методов в химии.
На третьем курсе он начал учиться в аспирантуре под руководством младшего профессора Харуо Сингу (профессор Кита собирался уходить на пенсию). Кроме основного поля исследований — исследования углеводородных реакций с пентахлоридом сурьмы, Фукуи была также интересна разная реакционная способность ароматических соединений, таких как нафталин и антрацен. Это было предметом новой электронной теории, первые зачатки которой только начинали появляться; для Кэнъити было удачей, что результаты его экспериментов не объяснялись существующими теориями.
Кэнъити окончил кафедру инженерии Университета Киото в марте 1941 года и поступил в аспирантуру факультета топливной химии на кафедру инженерии. Его научным руководителем был профессор Синдзиро Кодама, который также учился у профессора Киты. Кодама обучался в Германии с 24-х лет и имел также много книг по квантовой химии и электромагнетизму. У Кэнъити появилась возможность изучать фундаментальную физику в свободной атмосфере в лаборатории Кодамы.

## Научная деятельность

### Написание докторских тезисов
В августе 1941 года Кэнъити переехал в Топливный институт Японской армии в Токио. В 1943 году он читал лекции на факультете топливной химии, в Университете Киото, а в 1944 году стал там помощником профессора. Кэнъити проводил много времени занимаясь квантовой механикой, особенно интересными для него стали книги Р. Х. Фоулера «Статистическая механика» (1936) и «Введение в квантовую механику» (1947) «Введение в физику частиц» (1948) Хидэки Юкавы. Топливный институт был занят синтезом углеводородов, которые могли улучшить свойства бензина. В США использовали 2,2,4-триметилпентан, и Кэнъити пришлось синтезировать похожие соединения из бутанола, который получали брожением сахара. В сентябре 1944 его команда преуспела в синтезе изооктана и получила грант от японской армии. После 2-й Мировой Войны, Кэнъити вернулся в Университет Киото и стал заниматься молекулярным дизайном под руководством профессора Кодамы. Он работал над синтезом полиэтилена высокого давления. Из этого исследования состояла часть его кандидатской диссертации, которая называлась «Теоретическое изучение температурного распределения в реакторах химической промышленности». Это было 200-страничное исследование. Когда он показал его профессору Ките, который к тому времени уже ушёл на пенсию, тот сказал лишь, что оно очень толстое. Кэнъити окончил исследование летом 1948 года.

### Теория химических реакций, теория орбиталей
После завершения написания диссертации, Кэнъити решил заняться изучением теории химических реакций. В те дни химические реакции были основным предметом изучения на факультете естественных наук кафедры химии Университета Киото. В частности, в это время в данной области работали Хориба, Т. Ли и С. Сасаки. Исследования отличались от того, к чему Фукуи привык на факультете естественных наук в Университете Токио, где занимались изучением молекулярной структуры. В такой атмосфере Кэнъити было удобно заниматься теорией химических реакций.
Экспериментальное изучение реакций углеводородов, которые он провел в студенческие годы и позже в Топливном институте в Токио сформировали базу для его теоретических изысканий. В 1951 Фукуи стал профессором факультета топливной химии. В феврале того года на факультете был пожар и ему пришлось делить свою лабораторию с профессором Сингу и другими. Именно в этой комнате родилась теория граничных орбиталей. Он считал, что электрон на внешней орбитали играет очень важную роль в процессе химической реакции, именно во внешних частях молекул происходит химическая реакция. Орбиталь, участвовавшая в химической реакции была названа «граничной орбиталью». Фукуи первым посчитал плотность граничных электронов нафталина и обнаружил, что плотность была максимальной в месте, где происходила химическая реакция. Он преуспел с помощью Тэдзиро Ёнэдзавы, своего аспиранта, в изучении более сложных углеводородов, таких как антрацен, пирен и перилен. Теория пограничных орбиталей точно показала позиции химических атак электрофилами вроде NO2+, таким образом подтвердив себя в эксперименте. Коллекция множества экспериментальных результатов была интерпретирована с помощью профессора Сингу, органика с глубокими знаниями электронной теории органических реакций. Ученые решили назвать новую теорию в честь профессора Сингу, который предложил «граничную» электронную теорию. Одной из наиболее важных его статей является его первая теория химических реакций. Он нашел корреляцию между реакционной способностью ароматических углеводородов к электрофильным реагентам и квадратами коэффициентов атомных орбиталей в линейной комбинации верхних занятых молекулярных орбиталей (ВЗМО).
Пространственное распределение электронной плотности в ВЗМО было параллельным порядку реакционной способности молекулы. Позже, похожая корреляция была обнаружена в реакциях с нуклеофильными реагентами между реакционной способностью и распределением нижних свободных молекулярных орбиталей (НСМО). Реакционная способность свободных радикалов определялась суммарной плотностью НСМО и ВЗМО. Фукуи рассматривал этот результат как общую закономерность химических реакции, как общее ориентационное поведение. Он пытался расширить спектр соединений, к которым можно было применить подобное правило, например расширить его на органические и неорганические вещества, ароматические и алифатические, насыщенные и ненасыщенные. Он обнаружил, что спектр химических реакций можно расширить до реакций замещения, присоединения, выделения, разрыва связи, элиминирования, и образований молекулярных комплексов.
Статья Фукуи 1952 года была опубликована в том же году когда появилась важная статья Малликена по переносу заряда в донорно-акцепторных комплексах (Малликен, 1952). С работой Малликена Фукуи получил теоретическое обоснование своих результатов. Основная идея заключалась в электронной делокализации между НСМО и ВЗМО реагирующих веществ. Эти орбитали и назывались граничными.
Теория граничных орбиталей была развита во многих направлениях не только научной группой Фукуи, но и другими учеными. Полезные показатели реакционной способности, например «супер-делокализованности», происходили из этой теории и применялись в различных специальных темах, например, сравнение реакционной способности, кинетике полимеризации и структуре сополимеров, антиоксидантов, и других биохимических веществах, .
Однако теория Фукуи стала привлекать огромное внимание со стороны ученых только после открытия зависимости между НСМО, ВЗМО и явлениями стереоселективности. В 1961 году в исследовании серебряных комплексов ароматических соединений была показана важность главной части граничной теории. В 1964 году Фукуи сопоставил симметрию НСМО и ВЗМО реагирующих молекул со случаем реакций циклоприсоединения. Это было результатом простого применения теории граничных орбиталей к так называемым «согласованным» двухцентровым реакциям.
Более яркое освещение теория Фукуи получила у Вудворда и Хоффмана (Woodward & Hoffmann, 1965), которые использовали НСМО и ВЗМО для объяснения образования стереоспецифичных продуктов в термической циклизации и фотоциклизации сопряженных полиенов. Это открытие было первым шагом на пути установления правила стереоселективности в различных согласованных реакциях. Они интерпретировали протекание этих реакций как выполнение правила «сохранения орбитальной симметрии» (Woodward & Hoffmann, 1969).
Все результаты, объясняемые правилом Вудворда-Хоффмана, были интерпретированы Фукуи с помощью приближения теории граничных орбиталей. Однако нет сомнения в том что работа Фукуи получила широкое распространение именно благодаря работе Вудворда и Хоффмана.
Исследования взаимодействий ВЗМО-НСМО в работе по циклическому присоединению Фукуи 1964 года было применено его группой и другими учеными (Хоук, 1973) к разнообразным химическим реакциям: циклическому и ациклическому присоединению, элиминированию, регибридизации, мультициклизации, различным внутримолекулярным перегруппировкам, реакциям с бензольным кольцом, размыканию циклов и их замыканию, и т. д., включая даже термически индуцированные и фотоиндуцированные реакции. Особенно эффективной теория оказалась применительно к объяснению сложной региоселективности и различного вида вторичных стереохимических эффектов в согласованных циклоприсоединениях. Все объяснялось в терминах граничных орбиталей. Перенос заряда и изменение спина можно было объяснить с этой точки зрения. Фукуи и его коллеги расширили орбитальное взаимодействие для участия от двух до трех орбиталей. Смешивание орбиталей, поляризация и трехорбитальное взаимодействие были использованы для объяснения дальнейших более сложных экспериментов.
Теория трехкомпонентного взаимодействия была введена для объяснения роли катализаторов в терминах НСМО-ВЗМО-анализа. Было раскрыто понятие «псевдовозбуждения» и применено к интерпретации нескольких химических феноменов.
В дополнение к этим фундаментальным успехам Фукуи со своей научной группой попытался придать своей теории количественный характер. В 1968 была предложена общая теория межмолекулярных реакций, чтобы объединить общие принципы о путях реакции, отметив возрастающее влияние взаимодействия ВЗМО-НСМО в прогрессе изучения химических реакций. Были выяснены механизм изменения связей в процессе реакции и стабилизация реагирующей системы вдоль пути реакции.

### Мировое признание, награды
В 1962 году Фукуи получил приз Японской Академии за изучение электронной структуры и реакционной способности сопряжённых соединений. Ёсио Танака, Профессор Эмеритус Университета Токио, который горячо поддерживал Кэнъити, однажды сказал: «Эта теория могла бы получить Нобелевскую премию».

#### Нобелевская премия
В 1964 году Фукуи посетил Симпозиум Санибеля, где впервые встретил Роалда Хофмана. Хофман был на 19 лет моложе Фукуи и уже известен исследованиями расширенного метода Хюккеля. Они подружились и остались хорошими друзьями до конца жизни. После Санибеля он путешествовал почти два месяца по Америке и Европе с женой Томо. Это была его первая поездка за границу, и он отпраздновал свою 19-ю годовщину совместной жизни с Томо в ресторане в Париже.
В 1964 году П.-О. Лёвдин и Б. Пуллман предложили Фукуи сделать вклад в главу книги, посвященной Роберту Малликену, на его 60-летие. Он согласился, написав статью под названием «Простое квантовое теоретическое объяснение реакционной способности химических соединений». В этой статье он изучал реакцию Дильса-Альдера, и впервые отнес типы симметрий высшей занятой молекулярной орбитали (ВЗМО) и низшей свободной молекулярной орбитали (НСМО) к селективности реакции. Это обстоятельство было отмечено также Вудвордом и Хофманом в презентации теории сохранения орбитальной симметрии, так называемое правило Вудворда-Хофмана. Эта теория, представленная в 1965 году, утверждала, что реакционная способность веществ напрямую зависит от природы ВЗМО и НСМО молекул. Теория была тепло принята химиками и сразу же открыла новую область в органической химии. В результате, пограничная орбитальная теория как приложение правилу Вудворда-Хофмана стала быстро распространяться и получила Нобелевскую премию по химии в 1981 году. Около 10 утра 19 октября 1981 года Кэнъити позвонили из редакции газеты Токио, с просьбой взять интервью у Нобелевского лауреата. Он был ошеломлён, и только когда увидел своё имя рядом с Роалдом Хофманом в новостях по телевизору, окончательно поверил в случившееся. В ту ночь к нему пришло много людей: репортеры телевидения и газет, друзья, знакомые и студенты. Кэнъити и Томо были окружены журналистами до полуночи.
10 декабря 1981 года Кэнъити Фукуи получил диплом и медаль Альфреда Нобеля по химии от Короля Швеции Густава. Приз он разделил с Роалдом Хофманом. В тот момент он получил благодарности и напутствия от профессоров Гэнъицу Кита и Ёсио Танака. Его поразило количество событий после церемонии награждения, которые проводились под покровительством Студенческого Союза Швеции.

## Конец жизни
После получения Нобелевской премии на Фукуи навалилась целая куча дел, особенно выросло внимание к нему со стороны японской прессы. Это делало его жизнь менее «подвижной», однако он по-прежнему любил гулять утром на природе, на свежем воздухе. Он стал президентом Технологического института в Киото. Так как его должность была не научной, а административной, он не мог иметь лабораторию в Университете. Три года спустя он стал президентом Института фундаментальной химии, который был построен для него в Киото, на деньги японской химической промышленности. Он также стал председателем многих организаций и комитетов, оставив минимум времени для науки.
Фукуи часто просили читать лекции, не специфического, а общего характера, на которых он любил говорить о том, что в будущем химия станет одной из самых популярных наук в мире. Хотя проблемы с окружающей средой затемнили облик химии, но тем не менее они дали толчок химической промышленности к переменам. Стало понятным, что без химии невозможно решить проблемы ресурсов, еды и энергии. Современные студенты, как он считал, должны изучать больше фундаментальной теоретической химии, и меньше экспериментальной. Достижения компьютерной науки помогут теоретической химии развиваться стремительно. Он даже предлагал термин «молекулярная инженерия» для области, которая ищет необходимые свойства молекул. Он вдохновлял молодых ученых быть более творческими в новой науке и инженерии.
Подписал «Предупреждение учёных человечеству» (1992).
Зимой 1997 года у Кэнъити обнаружили рак желудка. Он немедленно прошел курс хирургических операции, но летом ему снова пришлось вернуться в госпиталь. 9 января 1998 года он умер в возрасте 79 лет. Его могила находится на склоне горы Хигасияма, где также похоронен его любимый учитель Гэнъицу Кита.

## Семья
Томо (до замужества — Томо Хориэ) и Кэнъити поженились летом 1946 года. Она мечтала стать ученым после прочтения биографии Марии Кюри, окончила факультет физической химии Императорского женского университета наук в Токио. До замужества Кэнъити сводил однажды её на концерт, где играли Девятую симфонию Бетховена. После концерта он гордо отмечал, что в концерте не играли некоторые оригинальные части симфонии, заявленные в афише. Она подумала тогда, как же он может испортить впечатление от концерта. Это были трудные дни для Японии, но Томо делала все, чтобы сконцентрировать Кэнъити на науке. Их сын Тэцуя родился 8 января 1948 года, а их дочь Мияко — 19 мая 1954 года.